# Chris Barton (författare)
Chris Barton är en amerikansk barnboksförfattare. Hans böcker har vunnit flera priser.

## Biografi
Barton växte upp i Sulphur Springs i Texas med sina föräldrar och hans äldre bror. Fadern dog dock när Barton var åtta år. Båda Bartons föräldrar och hans morföräldrar hade också växt upp i Sulphur Springs.
1993 utexaminerades han från University of Texas at Austin, där han tog en examen i historia. Under tiden han studerade skrev han i The Daily Texan.
Barton bor för tillfället (2022) i Austin i Texas med sin fru Jennifer Ziegler. Tillsammans har de fyra, numera vuxna, barn.

## Priser och utmärkelser
Åtta av Bartons böcker har blivit uppmärksammade av Junior Library Guild: Shark vs. Train (2010), Can I see your I. D.? (2011), That's not Bunny! (2016), Whoosh!: Lonnie Johnson’s Super-Soaking Stream of Inventions (Både den engelska och spanska versionen, 2016 respektive 2019), Dazzle Ships (2017), All of a Sudden and Forever (2020) och How to Make a Book (2020).
År 2009 var Bartons bok The Day Glo Brothers med på listorna över årets bästa barnböcker enligt Publishers Weekly, School Library Journal och The Washington Post.
Bartons bok Shark vs. Train släpptes 2010 och hamnade på New York Times Bestseller-listan. Hos Barnes & Noble, Kirkus Reviews, Parents, Publishers Weekly, School Library Journal och The Washington Post var den med på listorna över de bästa barnböckerna 2010. Bank Street College of Education sade 2011 att det var en av de bästa barnböckerna för barn i åldrarna fem till nio.
År 2016 hade American Bookseller's Association, Center for the Study of Multicultural Children's Literature och Kirkus Reviews Bartons bok Whoosh!: Lonnie Johnson’s Super-Soaking Stream of Inventions på listan över de bästa bilderböckerna 2016. Chicago Public Library och New York Public Library hade boken på listan över de bästa informativa böckerna för barn 2016. 
2017 hade Bank Street College of Education Whoosh!: Lonnie Johnson’s Super-Soaking Stream of Inventions och 88 instruments på deras lista över de bästa böckerna i åldrarna fem till nio år. Whoosh!: Lonnie Johnson’s Super-Soaking Stream of Inventions stod även på National Science Teaching Associations lista över bästa STEM-böckerna 2017.
Samma år inkluderade Chicago Public Library Dazzle Ships på deras lista över de bästa böckerna för unga läsare och New York Public Library utnämnde den till en av de bästa barnböckerna 2017.
2018 hade Kirkus Reviews och University of Pennsylvania med What do You do with a Voice Like That? på listan över årets bästa barnböcker.
2022 inkluderade School Library Journal Moving Forward på listan över årets bästa facklitterära böckerna för barn.

### Priser och nomineringar
| År   | Bok                                                          | Pris                                                            | Resultat   | Referens             |
| ---- | ------------------------------------------------------------ | --------------------------------------------------------------- | ---------- | -------------------- |
| 2009 | The Day-Glo Brothers                                         | Cybils Award för bästa facklitterära bilderbok                  | Vinnare    | [ 39 ]               |
| 2010 | The Day-Glo Brothers                                         | ALSC Notable Children's Books                                   | Nominerad  | [ 40 ] [ 41 ]        |
| 2010 | The Day-Glo Brothers                                         | Sibert medal                                                    | Hederspris | [ 42 ] [ 43 ]        |
| 2010 | Shark vs. Train                                              | Cybils Award för bästa skönlitterära bilderbok                  | Finalist   | [ 44 ]               |
| 2011 | Shark vs. Train                                              | Children's Choice Book Award: Förskoleklass till årskurs 2      | Finalist   | [ 45 ] [ 46 ]        |
| 2012 | Can I See Your I.D?                                          | Quick Picks for Reluctant Young Adult Readers                   | Nominerad  | [ 9 ] [ 47 ]         |
| 2012 | Can I See Your I.D?                                          | YALSA Award for Excellence in Nonfiction                        | Nominerad  | [ 48 ]               |
| 2017 | Dazzle Ships                                                 | Cybils Award for Elemantary Nonfiction                          | Finalist   | [ 49 ]               |
| 2017 | Whoosh!: Lonnie Johnson’s Super-Soaking Stream of Inventions | Children's and Teen Choice Book Award: Tredje till fjärde klass | Finalist   | [ 50 ]               |
| 2018 | Dazzle Ships                                                 | ALSC Notable Children's Books                                   | Nominerad  | [ 51 ]               |
| 2018 | Dazzle Ships                                                 | NCTE Orbis Pictus Award                                         | Hederspris | [ 52 ]               |
| 2018 | What Do You Do with a Voice Like That?                       | Booklist Editor's Choice: Books for Youth                       | Nominerad  | [ 53 ]               |
| 2018 | What Do You Do with a Voice Like That?                       | Cybils Award for Elementary Nonfiction                          | Finalist   | [ 54 ]               |
| 2019 | What Do You Do with a Voice Like That?                       | ALSC Notable Children's Books                                   | Nominerad  | [ 55 ] [ 56 ] [ 57 ] |
| 2019 | What Do You Do with a Voice Like That?                       | NCTE Orbis Pictus Award                                         | Nominerad  | [ 52 ]               |
| 2019 | Whoosh!: Lonnie Johnson’s Super-Soaking Stream of Inventions | Beverly Cleary Children's Choice Award                          | Vinnare    | [ 58 ]               |
| 2020 | What Do You Do With a Voice Like That?                       | Rise: A Feminist Book Project                                   | Topp 10    | [ 59 ] [ 60 ]        |
| 2016 | The Amazing Age of John Roy Lynch                            | NCSS Carter G. Woodson Book Award: Elementary                   | Vinnare    | [ 61 ]               |